# 키어 하디

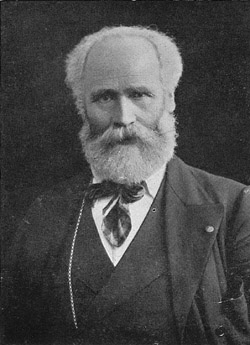
키어 하디

제임스 키어 하디 (James Keir Hardie, 1856년 8월 15일 - 1915년 9월 26일)는 스코틀랜드의 사회주의자이자 노동 운동 지도자였으며 영국 의회에 선출된 초대 독립 노동당 국회의원이었다. 하디는 후에 노동당으로 합병된 독립노동당 (ILP)의 창설멤버이다.

## 역대 선거 결과
| 선거명      | 직책명                           | 대수 | 정당           | 득표율 | 득표수   | 결과 | 당락                         |
| ----------- | -------------------------------- | ---- | -------------- | ------ | -------- | ---- | ---------------------------- |
| 1892년 선거 | 하원의원 (웨스트햄사우스 선거구) | 25대 | 무소속         | 56.6%  | 5,268표  | 1위  | 웨스트햄사우스 하원의원 당선 |
| 1895년 선거 | 하원의원 (웨스트햄사우스 선거구) | 26대 | 독립노동당     | 45.6%  | 3,975표  | 2위  | 낙선                         |
| 1900년 선거 | 하원의원 (머서티드빌 선거구)     | 27대 | 노동대표위원회 | 31.3%  | 5,745표  | 2위  | 머서티드빌 하원의원 당선     |
| 1906년 선거 | 하원의원 (머서티드빌 선거구)     | 28대 | 노동대표위원회 | 31.9%  | 10,187표 | 2위  | 머서티드빌 하원의원 당선     |
| 1910년 선거 | 하원의원 (머서티드빌 선거구)     | 29대 | 노동당         | 36.7%  | 13,841표 | 1위  | 머서티드빌 하원의원 당선     |
| 1910년 선거 | 하원의원 (머서티드빌 선거구)     | 30대 | 노동당         | 39.6%  | 11,507표 | 1위  | 머서티드빌 하원의원 당선     |